# جانهيلد أولسون
جانهيلد مارجاريتا أولسون (بالسويدية: Gun Olsson)‏ (من مواليد 30 يناير 1946) هي عداءة سويدية. شاركت في سباق التتابع 4 × 100 متر سيدات في دورة الألعاب الأولمبية الصيفية لعام 1972 .  ابنتها هي لاعبة الزلاجة الجماعية الأولمبية كارين أولسون .

## روابط خارجية
- جانهيلد أولسون على موقع أوليمبيديا (الإنجليزية)
- جانهيلد أولسون على موقع اللجنة الأولمبية السويدية (السويدية)